# Kingfisher, Oklahoma
Kingfisher är administrativ huvudort i Kingfisher County i Oklahoma. Orten har fått namn efter stinsen King Fisher. Vid 2010 års folkräkning hade Kingfisher 4 633 invånare.

## Kända personer från Kingfisher
- Sam Walton, entreprenör